# Branko Završan
Branko »Brane« Završan, slovenski igralec in glasbenik-šansonjer, 13. januar 1962, Ljubljana.

## Življenjepis
Leta 1980 se je vpisal na študij dramske igre na ljubljanski Akademiji za gledališče, radio film in televizijo ter po diplomi študij nadaljeval na mednarodni  šoli gledališča mime in giba Jacques Lecoq v Parizu.
Trenutno je član igralskega ansambla Slovenskega ljudskega gledališča Celje. Svoj glas posoja tudi številnim animiranim likom, reklamnim sporočilom. Z zasedbo izvaja slovenske različice šansonov Jacquesa Brela, ki jih je zbral v glasbeni predstavi in istoimenskem albumu Senca tvojega psa. Predstava je bila nadgrajena leta 2018 ob 40-letnici smrti Brela - z dopolnjenim repertoarjem poslovenjenih šansonov so predstavili koncert Brel 40.
Je tudi avtor ali soavtor več filmov, tudi gledaliških del. Z Boštjanom Gombačem in Markom Brdnikom so ustvarili večkrat nagrajeno predstavo Solistika.
Leta 2017 je na odru celjskega gledališča predstavil avtorski projekt Dej ne govor!, kjer gre za nemo predstavo v celoti. Je opazen in večkrat nagrajen ustvarjalec na slovenskem in tujem.
Leta 2021 je Završan na festivalu kratkega filma Movievalley bil nagrajen za najboljšega moškega interpreta.

### Zasebno
Njegova partnerka je igralka Lučka Počkaj. Živi v Ljubljani.

## Diskografija
- Senca tvojega psa[8]
- Varmiž, varmiž

## Filmografija

### Filmi
- Šepet metulja (2023)
- Mož brez krivde (2021)
- Zastoj (2021)
- Il confine e  un bosco (2020 kratki)
- Sprintaj mi ljubezen (2020 kratki)
- Korporacija (2019)
- Paradise, una nuova vita (2019)
- Ne bom več luzerka (2019)
- I nomi del signor sulčič (2018 srednje metražni)
- Ruganje so hristos (2018)
- Povijest bolesti (2018)
- Govorilne ure (2018 kratki)
- L'atrove piu vicino (2017 srednje metražni)
- Iizbrisana (2016)
- Jogi in škatla (2016 kratki)
- Všečkana (2015, kratki)
- Obisk (2010, kratki)
- TIR (2013)
- Adria blues (2013)
- Zora (2013 kratki)
- Lea i Darija (2012)
- Razbiti spomini 2012 (kratki)
- Božična večerja (2011 TV film)
- Prvi dan v službi (2011 kratki)
- Skrivnosti - Gregor Strniša (TV film)
- Osebna prtljaga (2009)
- Conta su di me (2008 TV film)
- Instalacija ljubezni (2007)
- Rebeca la prima moglie (2007 TV film)
- Bela gospa (2007 TV film)
- Talec (2006)
- Temuen – priča (2005 TV film)
- Moja sestra Tina (2005 TV film)
- Dobro uštimani mrtvaci (2004)
- Nina (2003 TV film)
- Ljubljana (2002)
- Lily’s story (2001)
- No man’s land (2001)
- dr. France Prešeren (2001)
- Barabe (2001)
- Patriot (1998)
- Zwei im berg (1996)
- Zanamci (1996 kratki)
- Felix (1995)
- Rabljeva freska (1995)
- Expres - expres (1995)
- Radio .doc (1994)
- Morana(1993)
- Les amiees de ma femme (1992)
- Triangel (1992)
- Predsednik (1993, TV film)
- Zrakoplov (1992)
- Moonacre (1992 TV film)
- Triangel (1991)
- Rosencrantz and Guildenstern are dead (1990)
- The heart of justice (1990 TV film)
- La dame de Berlin (1990 TV film)
- Orchestre rouge (1989)
- To kill a priest (le complot) (1987)
- Bains de minuit (1987 TV film)
- Kavarna astoria (1988)
- Trinajstica (1988 TV film)
- Donator (1988)
- La vellee des espoirs (1986 TV film)
- Irena et les ombres (1986)
- Naš človek (1984)
- Ljubezen (1984)
- Strici so mi povedali (1983)
- Nobeno sonce (1982)
- Podnajemniki (1981 TV film)
- Levstik (1981 TV film)
- Pustota (1981)

### TV serije
- V imenu ljudstva (2020): Tomaž Ogrin
- Jezero (2019)
- V dvoje (2019)
- Več po oglasih (2017)
- Na terapiji (2011)
- Balkan Inc. (2006)
- Novi svet (2003)
- Pesnikov portret z dvojnikom (2001)
- Kriminalne zgodbe (1995)
- Strici so mi povedali (1983)

GLEDALIŠČE
G. Vojnović: 14 DNI režija A. Velcl (vloga ON) ) Gledališče Celje 11.2.2022
M. Bartlett: KLINC režija P. Petkovšek (vloga: O) Gledališče Celje 3.12.2021
B. Završan: BODI GLEDALIŠČE režija I. Djilas (vloga: režiser, Pevec) Gledališče Celje 19.3.2921
L. Hübner: MARJETKA, STR. 89 režija A. Jus (vloga: Stara sablja, Igralec, Luka) Gledališče Celje
N.V. Gogolj: PLAŠČ režija J. A. Zidar (vloga: Akakij Akakijevič, pripovedovalec) Gledališče Celje 24.1.2020
J. Spirry: HEIDI  režija I. Djilas (vloga: Ded) SLG Celje 27.9.2019
Aldrovandi: ALARMI! režija Nina Ramšak  (vloga: Oče, Belolasi, Medved) SLG Celje 17. 5. 2019
F. Zeller: OČE režija: Jernej Kobal (vloga: André / oče) SLG Celje 28.9.2018. Nagrada za najboljšo moško vlogo na XXV. mednarodnem Božičnem gledališkem festivalu v Sankt Peterburgu
A. Lindgren: ERAZEM IN POTEPUH režija: A. Valcl (vloga: Oskar)  SLG Celje 22.9.2017
Đ. Lebović,  A Obrenović:  NEBEŠKI ODRED režija J. A. Zidar (vloga: Prominent – vladni svetovalec) SLG Celje 12. 5. 2017
W. Shakespeare: ROMEO IN JULIJA režija: M. Zupančič (vloga: Paris) SLG Celje 17.2.2017
Branko Završan: DEJ, NE GOVOR režija: Branko Završan (vloga: Giorgio, Jezuit, Lumber) SLG Celje 5.11.2016
B. Nušić: ŽALUJOČA DRUŽINA režija I.V. Torbica (vloga: Advokat - vskok) SLG Celje 24.9.2016
Stephen Sachs: MEGLICA režija: Jernej Kobal (vloga: Lyonel Percy) SLG Celje 23.9.2016
G. Hauptmann: ROSE BERND režija: M. Koležnik (vloga: Bernd - vskok) SLG Celje 6.3.2016
Harold Pinter: VAROVANO OBMOČJE režija: Janez Pipan (vloga: Lobb) SLG Celje 19.2.2016
Michele Riml: DOKLER NAJU SEX NE LOČI režija: Ajda Valcl (vloga: Henry Lane) SLG Celje 21.11.2015
Luka Martin Škof in Blaž Rejec: VEŠ, POET, SVOJ DOLG? Režija: Luka Martin Škof (Vloga: Dragotin Kette) SLG Celje, 20.2.2015
M. Zupančič: VORKŠOP NA MOLIERA režija: B. Kobal (vloga: Štrikgruber) SLG Celje 28.11.2014
S. Mrožek: POLICAJI režija: J. Kobal (vloga: Načelnik) SLG Celje 18.10.2014
T. Wilder: NAŠE MESTO režija: M Zupančič (vloga: režiser) SLG Celje 21.2.2014
A. Lindgren: PIKA NOGAVIČKA režija: A. Nikolić (vloge:Cirkuški ravnatelj, Cveto, Lavrič)SLG Celje 30.11.2013
B.Brecht GOSPODAR PUNTILA IN NJEGOV HLAPEC MATTI režija: N. Bradić (vloga: sodnik) SLG Celje 10.5.2013
J.M. Synge: NAJVEČJI FRAJER ZAHODNEGA SVETA režija J. Pipan (vloga: Philly Cullen) SLG Celje 22.2.2013
R. Bean: KRUH, režija: J. Kobal (vloga: Walter Nelson) SLG Celje 25.5.2012
J.P. Sartre: MUHE, režija: J. Pipan (vloga: zapredek, nato metulj) SLG Celje  17.2.2012
A.P. Čehov: UTVA, režija: J. Pipan (vloga: Dr. Dorn) SLG Celje  23.9.2011
L. Hall: KNAPI SLIKARJI, režija: S. M. Strelec (Vloga: Robert Lyon) SLG Celje 13.5.2011
Sofokles: ANTIGONA, režija: A. Nikolić (vloga: Stari izbranec) SLG Celje 18.3.2011
M. Jesih: CESARJEVA NOVA OBLAČILA, režija: B. Kobal (vloga: Pevec) SLG Celje 27.11.2010
A. Miller: SMRT TRGOVSKEGA POTNIKA, režija J. Pipan (vloga: Charly) SLG Celje 24.9.2010
I. Bergman: PERSONA, režija J. Pipan (vloga: gospod Vogler, Bergman) Mini teater, 10.5.2010
N. Veličković, I. Djilas, B. Završan : SAHIB- režija: I. Djilas (vloga: Sahib) Art Biro, Cankarjev dom Ljubljana: 11.3.2009
B. Završan: SOLISTIKA – režija B. Završan (vloga: Herman Jež ml.) Mestno gledališče ljubljansko:7.11.2008
I. Kovač: KRALJESTVO ZA KONJA – režija I. Kovač (gospodar časa) Cankarjev dom 16.9.2008
J. Brel, B. Završan: SENCA TVOJGA PSA – režija B. Završan (interpret) Slovensko mladinsko gledališče: 25.05.2008. Dobitnik ŽUPANČIČEVE  NAGRADE 2009
W. Shakespeare: ZIMSKA PRAVLJICA- režija: B. Novakovič (vloga: Leontes) gledališče Muzeum in Festival Ljubljana, 20.12.2007
J.B.P. Moliere, B Novakovič: MOLIERE – režija:B. Novakovič (vloga:Moliere) gledališče Muzeum in Mala Drama SNG Ljubljana, 16.2.2007
A. Skubic, I Djilas: FUŽINSKI BLUES- režija: I. Djilas (vloga: Igor Ščinkovec) mednarodni festival Nitra (Slovaška) projekt Middentity, 23.09.2007
S. Prokofiev: PETER IN VOLK- M. Berger & N. Milčinski (Lovec) APT, 6.5.2007
B, MIhalj: RODIN 1- B. Mihalj (Lik) gledališče Muzeum in moderna galerija v Ljubljani, 10.12.2004
E. Ionesco: DELIRIJ V DVOJE – I. Djilas (On) gledališče Glej, 4.9.2004
D. Tanović / S. Veronesi: NIKOGARŠNJA ZEMLJA – M. Luconi (Deminer) Teatro Metastasio, 18.10.2003
L. Pirandello: ŠEST OSEB IŠČE AVTORJA- M. Uršič (Prvi igralec) SSG Trst, 20.4.2002
K. Dovjak: LA BELLE PÁRIS ALI SPOPAD V LOUVRU- M. Korun (Harmonikaš) AGRFT diplomska uprizoritev, 14.6.2000
B. Brecht: MALOMEŠČANSKA SVATBA- M. Golob (Mama) AGRFT diplomska uprizoritev, 24.1.2000
S. Becket: KRAPPOV POSLEDNJI MAGNETOFONSKI TRAK- B. Završan (Krapp)Samoprodukcija, 13.1.2000
A. Miller: VSI MOJI SINOVI - Z. šedlbauer (George) SSG Trst, 23.2.1999
P. Barnes: NI TAKO SLABO KOT ZGLEDA - J. Jamnik (Joseph Carver) PDG Nova gorica, 22.1.1998
P. Sekulič: KJE JE FRANTZ - P. Sekulič (deviant) Panoptikon, festival Exodos, 28.5.1996
M. Flack: ZGODBA O PINGU - J. Sitar (lutkovna animacija in igra več likov) gled. J. Pengov,okt. 1997
S. Verč: SAMOMOR KITOV - M. Uršič (Vitto Gennovese) SSG Trst, 21.4.195
E. Filipčič: STAMPEDO - J. Jamnik (Boban) Drama SNG, marec 1994
H. Henkel: OLAF ET ALBERT - S. Mladenovitch (Olaf) Jugoslovanski kulturni center v Parizu, 12.10.1987
W. Shakespeare: ROMEO ET JULIETTE - B. Završan (Romeo, Laurent) Jugoslovanski kulturni center v Parizu, 10.5.1987
P. Laurent: LA CELEBRATION DU RAISON - P. Laurent (Bouffon) Chartres, 6.3.1987
D. Jančar: KLEMENTOV PADEC - J. Pipan (Peter) MGL, 5.6.1988
V. Globokar: MIGRANTI - Rdeči Pilot (migrant) Cankarjev dom, pomlad 1988
D. Poniž: NOČNI ČUVAJ V ŽIVALSKEM VRTU - K. Murari (Lev) SMG, jan.1984
D. Kiš: MISSA IN A MINOR -  L. Ristić (zbor) jul.1983
N. Williams: RAZREDNI SOVRAŽNIK - V. Taufer (Hitachy) SMG, sept. 1983
Gluvič - Zupančič: HARD CORE - M. Zupančič (Kaf II) Glej, april, 1983
S. Makarovič: MRTVEC PRIDE PO LJUBICO - T. Pandur (Mlinarjev) Tespisov voz, 5.6.1982
E. Toller & Brecht: HINKEMAN - Scippion (Murk) Scippion sept, 1982
F.G. Lorka: MARIANA PINEDA - M Zupančič (Pedro) Glej, 26.11.1981
Maeterlinck: PELEAS IN MELISANDA  - FOS (Golod) FOS, julij, 1981
D. Smole: KRST PRI SAVICI - J. Pipan (zbor) Drama SNG, 16.10.1981

## Nagrade
- Nagrada Vittorio Gassmann za najboljšo filmsko igro na mednarodnem festivalu kratkega filma Movievalley 2021 v Bologni za vlogo Ivan v filmu Il confine e un bosco
- Nagrada za najboljšo igro na festivalu neodvisnega filma Roma corto 2020 za vlogo Ivan v filmu Il confine e un bosco
- Igralska nagrada  »DUŠA POČKAJ« združenja dramskih umetnikov Slovenije za dvoletno obdobje za vlogo Andréja v uprizoritvi Oče,27.3.2019
- Nagrada za najboljšo moško vlogo v drami Oče (r. Jernej Kobal na XXV. mednarodnem Božičnem gledališkem festivalu v Sankt Peterburgu, Rusija (2018)[9]
- Večerova nagrada za igralske dosežke v sezoni 2013/2014 (2014)
- Nagrada Zlati Mark Avrelij za film Tir v celoti (2013)
- Zlata paličica za predstavo Posluh! Recikliramo,  (2013)
- Župančičeva nagrada (2009)
- Nagrada Tedna slovenske drame za predstavo Solistika(2009)
- Teatar Fest -  nagrada za predstavo Solistika, (2009)
- Gong ustvarjalnosti (2004)
- Gong ustvarjalnosti (2002)[4]